# 1127
Năm 1127 là một năm trong lịch Julius.

## Sự kiện
Sau khi tiêu diệt nhà Liêu người Nữ Chân liền tiến xuống phía Nam đánh chiếm nhà Tống đến năm 1127 thì nhà Bắc Tống diệt vong trong đó có một số hoàng tộc Tống bị bắt về nước Kim còn một số còn lại chạy về phía nam lập ra nhà Nam Tống.